# Maria Abakúmova
María Vasílievna Abakúmova  (rus: Мария Васильевна Абакумова; 15 de gener de 1986 a Stavropol) és una atleta russa de l'especialitat de llançament de javelina.
Va guanyar la medalla d'or en el Campionat Mundial d'Atletisme de 2011 a Daegu, Corea del Sud, on va aconseguir el rècord nacional i mundial de 71,99 metres. Va participar en els Jocs Olímpics de Pequín 2008, en els quals va obtenir la medalla de plata en la seva especialitat.

## Palmarès
| Esportista de Rússia | Esportista de Rússia                 | Esportista de Rússia | Esportista de Rússia | Esportista de Rússia              |
| -------------------- | ------------------------------------ | -------------------- | -------------------- | --------------------------------- |
| 2003                 | Campionat del Món Juvenil            | Sherbrooke, Canadà   | 4th                  |                                   |
| 2005                 | Universiada                          | İzmir, Turquia       | 8a.                  |                                   |
| 2007                 | Campionat del món                    | Osaka, Japó          | 7a.                  |                                   |
| 2008                 | Jocs Olímpics                        | Beijing, Xina        | 2a.                  | 70.78 m Rècord nacional           |
| 2009                 | Campionat del món                    | Berlín, Alemanya     | 3a.                  | 66.06 m                           |
| 2009                 | IAAF World Athletics Final           | Salònica, Grècia     | 1a.                  | 64.60 m                           |
| 2010                 | Copa d'Europa d'Hivern de llançament | Arles, França        | 2a.                  | 65.21 m                           |
| 2010                 | Campionat Europeu                    | Barcelona, Catalunya | 5a.                  | 61.46 m                           |
| 2010                 | Copa Continental de la IAAF          | Split, Croàcia       | 1a.                  | 68.14 m CR                        |
| 2011                 | Campionat del món                    | Daegu, Corea del Sud | 1a.                  | 71.99 m Record nacional i mundial |
| 2012                 | Jocs Olímpics                        | Londres, Regne Unit  | 10a.                 | 59.34 m                           |
| 2013                 | Universiada                          | Kazan, Rússia        | 1a.                  | 65.12 m                           |
| 2013                 | Campionat del món                    | Moscou, Rússia       | 3a.                  | 65.09 m                           |